# 东洋水产
东洋水产（日语：／ tōyō suisan */?）是一家日本食品公司，以食品加工為主力，使用「丸醬」（マルちゃん）做為品牌名稱，生产方便面及海鲜产品。

## 历史
1953年3月由森和夫成立于东京筑地市场，當時名為「橫須賀水產」，1956年改為現名。

## 外部鏈結
- 官方网站